# وینچنسو دل آکوویلا
وینچنسو دل آکوویلا (ایتالیایی: Vincenzo Dell'Aquila) با نام اصلی انزو دل آکوویلا (ایتالیایی: Enzo Dell'Aquila؛ (زاده ۱۹۳۵ در ناپل) فیلم‌نامه‌نویس و کارگردان اهل ایتالیا است. وی در فیلم چهار روز ناپل دستیار نانی لوی بوده‌است.

## 'گزیده فیلمشناسی
- جدال در مهتاب (یاسمین) محصول سال ۱۳۴۲ کشورهای مشترک ایران و ایتالیا